# تلمبة حسين أبن علي (نغار بردسير)
تلمبة حسين أبن علي (بالإنجليزية: Tolombeh-ye Hoseyn Ebn Ali)‏ هي مستوطنة تقع في إيران في كرمان. يقدر عدد سكانها بـ 35 نسمة .